# برغنويشتات
بغنوياشتات (بالألمانية: Bergneustadt) هي بلدة ألمانية تقع في ألمانيا في أبربرجسشر كريس ‏. يقدر عدد سكانها بـ 20,190 نسمة .

## المدن التوأمة
مدن شاتيناي مالابري و لاندسمير هي مدن توأمة لـبغنوياشتات.

## أعلام
- أنيا هارتيروس
- هاينز شيلينغ